# Иле, Денни
Денни Иле (нем. Denny Ihleрод. 16 декабря 1984 года, Германия) — немецкий конькобежец, старший брат конькобежца Нико Иле. Специализируется на спринтерских дистанциях.
В 2012 году принимал участие в Чемпионате мира по конькобежному спорту в дистанции 500 метров заняв 23-е место. В следующем году в этом же чемпионате в дистанции 500 метров пришел 22-м. В 2015 году в этом же чемпионате в дистанции на 500 метров занял 22-е место.
В 2014 году на Чемпионате мира по конькобежному спорту в спринтерском многоборье занял 23-е место. В 2017 году на Чемпионате Европы по конькобежному спорту в спринтерском многоборье финишировал 15-м.

## Личные рекорды
| Дистанция | Дата           | Арена          | Время   |
| --------- | -------------- | -------------- | ------- |
| 500м      | 15 ноября 2013 | Солт-Лейк-Сити | 34,84   |
| 1000м     | 28 января 2012 | Калгари        | 1.10,78 |
| 1500м     | 1 марта 2015   | Инцелль        | 1.50,88 |
| 3000м     | 31 января 2003 | Эрфурт         | 4.05,06 |
| 5000м     | 1 февраля 2003 | Эрфурт         | 7.07.02 |